# Poročnik (Bundeswehr)
Poročnik (izvirno nemško Leutnant; okrajšava: Lt; kratica: L) je častniški čin v Bundeswehru (v Deutsches Heeru in Bundesluftwaffe). v Bundesmarine mu ustreza čin poročnika.
Podrejen je činu nadporočnika. V sklopu Natovega STANAG 2116 spada v razred OF-1, medtem ko v zveznem plačilnem sistemu sodi v razred A09.
V skladu z zakonodajo je častnik povišan v čin poročnika po 36 mesecih šolanja za častnika.

## Oznaka čina
Oznaka čina je lahko:
- naramenska (epoletna) oznaka (za službeno uniformo): ena srebrna zvezda z barvno obrobo glede na rod oz. službo[6]
- naramenska (epoletna) oznaka (za bojno uniformo): ena zvezda (barvna obroba je samo na spodnjem delu oznake).[7]

Rezervni častnik ima v spodnjem delu oznake dodano še eno večbarvno (rdeča-črna-rumena) vrvico.
Oznaka čina poročnika Luftwaffe ima na dnu oznake še stiliziran par kril.
Galerija
- Naramenska epoletna oznaka (za službeno uniformo)
- Naramenska epoletna oznaka (za bojno uniformo)
- Naramenska epoletna oznaka (za bojno uniformo) rezervnega poročnika
- Osnovna oznaka čina Luftwaffe